# Something to Die For
Something to Die For es el cuarto álbum de estudio de la banda sueca de new wave, The Sounds. Fue producido completamente por The Sounds.

## Planificación
El 6 de enero de 2011, la banda anunció que su siguiente álbum sería titulado Something to Die For, y fue programado para ser lanzado en la semana del 29 de marzo del mismo año. Su vocalista Maja Ivarsson también confirmó su aparición en el nuevo álbum de la banda de pop punk, All Time Low, llamado Dirty Work como vocalista principal en la canción "Guts".

## Lista de canciones
| N.º   | Título                         | Duración |  |
| 1.    | «It's So Easy»                 | 2:33     |  |
| 2.    | «Dance with the Devil»         | 4:47     |  |
| 3.    | «The No No Song»               | 3:53     |  |
| 4.    | «Better Off Dead»              | 4:55     |  |
| 5.    | «Diana»                        | 3:35     |  |
| 6.    | «Something to Die For»         | 5:33     |  |
| 7.    | «Yeah Yeah Yeah»               | 3:58     |  |
| 8.    | «Won’t Let Them Tear Us Apart» | 4:07     |  |
| 9.    | «The Best of Me»               | 4:48     |  |
| 10.   | «Wish You Were Here»           | 3:08     |  |
| 41:17 |                                |          |  |

## Sencillos
El primer sencillo de su álbum, "Better Off Dead" se publicó el 1 de febrero de 2011. La canción se promocionó en la web del grupo con un concurso en que cualquiera podía descargar la partitura de la canción, y enviar su propia versión para que fuera votada por los fanes. Todos aquellos que la descargaron pudieron obtener la canción 5 días antes que nadie.
El grupo publicó su segundo sencillo, "Something To Die For", el 22 de febrero de 2011.
El tercer sencillo elegido fue "Dance With The Devil". El video musical se estrenó el 19 de mayo de 2011.
El cuarto y último sencillo fue "Yeah Yeah Yeah". El video musical se estrenó el 16 de febrero de 2012.

## Canciones en Soundtracks
Las canciones "Something to Die For" y "Yeah Yeah Yeah" aparecen en la película de 2011 Scream 4. La canción "The No No Song" fue incluida en un episodio de Hawaii Five-0.